# Menestrel

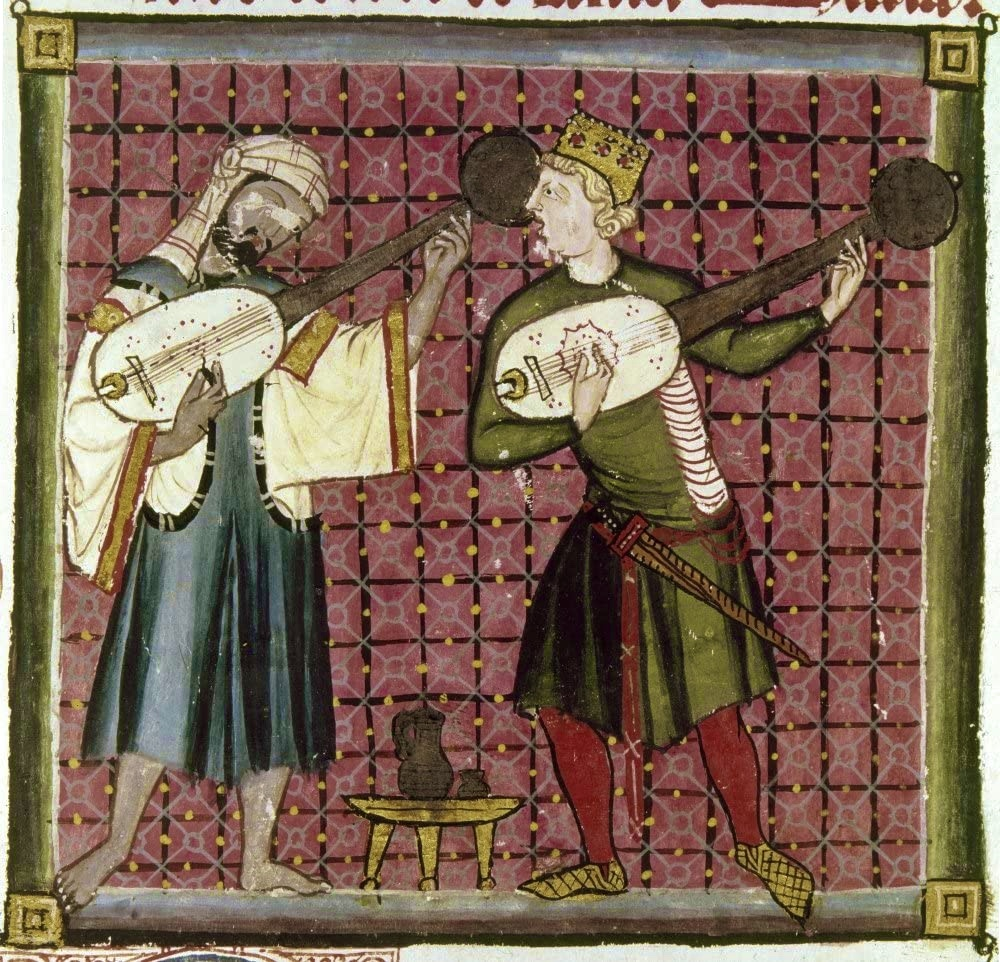
Menestréis em uma miniatura nas Cantigas de Afonso X de Castela.

Menestrel (do francês antigo ménestrel; do latim ministerialis, minister), na Idade Média, era o poeta e bardo cujo desempenho lírico referia-se a histórias de lugares distantes ou sobre eventos históricos reais ou imaginários. Embora criassem seus próprios contos, muitas vezes memorizavam e floreavam obras de outros. À medida que as cortes foram ficando mais sofisticadas, os menestréis eram substituídos por trovadores, e vários deles tornaram-se errantes, apresentando-se para a população comum, tornando-se assim os divulgadores das obras de outros autores. O menestrel exercia, predominantemente, as funções de músico e cantor. Podia ficar vinculado a uma corte ou viajar de cidade a cidade, ora exercendo o seu mister junto aos fidalgos, ora em meio ao povo rude.